# Coppa Suruga Bank 2012
La Coppa Suruga Bank 2012 ha opposto i vincitori della J. League Cup a quelli della Coppa Sudamericana.

## Risultato
| Arbitro: | Chris Beath |

|                                                     |                      |                                                              |
| Iwamasa 18’ Renato 27’                              | Marcatori            | 40’ (aut.) Iwamasa 73’ (rig.) Aránguiz                       |
| Juninho Koroki Ogasawara Endo Motoyama Araiba Nishi | Tiri di rigore 7 – 6 | Aránguiz Rodríguez Lorenzetti Cereceda Marino Herrera Castro |

| Kashima Antlers | Universidad de Chile |

| KASHIMA ANTLERS: |    |                  |     |     |
|                  |    |                  |     |     |
| POR              | 21 | Hitoshi Sogahata |     |     |
| DIF              | 3  | Daiki Iwamasa    |     |     |
| DIF              | 7  | Tōru Araiba      |     |     |
| DIF              | 22 | Daigo Nishi      |     |     |
| DIF              | 6  | Kōji Nakata      |     |     |
| CEN              | 33 | Renato           |     | 73’ |
| CEN              | 11 | Dutra            | 29’ | 56’ |
| CEN              | 20 | Gaku Shibasaki   |     | 62’ |
| CEN              | 40 | Mitsuo Ogasawara |     |     |
| ATT              | 9  | Yūya Ōsako       |     | 69’ |
| ATT              | 13 | Shinzō Kōroki    |     |     |
| Sostituti:       |    |                  |     |     |
| POR              | 1  | Akihiro Sato     |     |     |
| CEN              | 10 | Masashi Motoyama |     | 73’ |
| CEN              | 15 | Takeshi Aoki     |     | 62’ |
| CEN              | 25 | Yasushi Endō     |     | 56’ |
| CEN              | 28 | Shouma Doi       |     |     |
| ATT              | 8  | Juninho          |     | 69’ |
| ATT              | 19 | Hideya Okamoto   |     |     |
| Allenatore:      |    |                  |     |     |
| Jorginho         |    |                  |     |     |

| UNIVERSIDAD DE CHILE: |    |                    |  |     |
|                       |    |                    |  |     |
| POR                   | 25 | Jhonny Herrera     |  |     |
| RB                    | 14 | Paulo Magalhaes    |  |     |
| DIF                   | 4  | Osvaldo González   |  |     |
| DIF                   | 13 | José Manuel Rojas  |  |     |
| LB                    | 3  | Eugenio Mena       |  |     |
| DM                    | 2  | Ezequiel Videla    |  | 42’ |
| CEN                   | 6  | Matías Rodríguez   |  |     |
| CEN                   | 20 | Charles Aránguiz   |  |     |
| RF                    | 19 | Sebastián Ubilla   |  | 63’ |
| CF                    | 9  | Enzo Gutiérrez     |  | 80’ |
| LF                    | 11 | Luciano Civelli    |  | 54’ |
| Sostituti:            |    |                    |  |     |
| POR                   | 12 | Paulo Garcés       |  |     |
| DIF                   | 5  | Albert Acevedo     |  |     |
| DIF                   | 21 | Eduardo Morante    |  |     |
| CEN                   | 8  | Guillermo Marino   |  | 42’ |
| CEN                   | 22 | Gustavo Lorenzetti |  | 63’ |
| CEN                   | 15 | Roberto Cereceda   |  | 54’ |
| ATT                   | 16 | Francisco Castro   |  | 80’ |
| Allenatore:           |    |                    |  |     |
| Jorge Sampaoli        |    |                    |  |     |

| Guardalinee: Paul Cetrangalo (Australia) Nathan MacDonald (Australia) Quarto uomo: Masaaki Toma (Giappone) |

| Suruga Bank Championship Campione 2012 |
| -------------------------------------- |
| Kashima Antlers 1º Titolo              |